# 农作物
農作物，或常被稱為作物，又称农艺作物，俗称庄稼，是泛指在大量培植供人食用或做工业原料的物種。是由野生植物经过人类不断的选择、驯化、利用、演化而来的具有经济价值的被人们所栽培的一切植物。目前世界上被人们所栽培的植物约1500种，依其應用及研究方式不同，常見多種不同的分類方式，例如:食用作物、特用作物、雜用作物等。
广义上农作物可分为：大田作物、园艺作物、林木三类，包括所有栽培植物，如大田作物，果树，蔬菜，观赏、药用植物，林木等。对这种广义的作物进行栽培与管理即种植业。
狭义上农作物专指大田作物，即在田间进行大面积栽培的农艺作物，包括粮、棉、油、麻、桑、茶、糖、菸和饲料等。对这种狭义的作物进行栽培与管理即作物栽培。

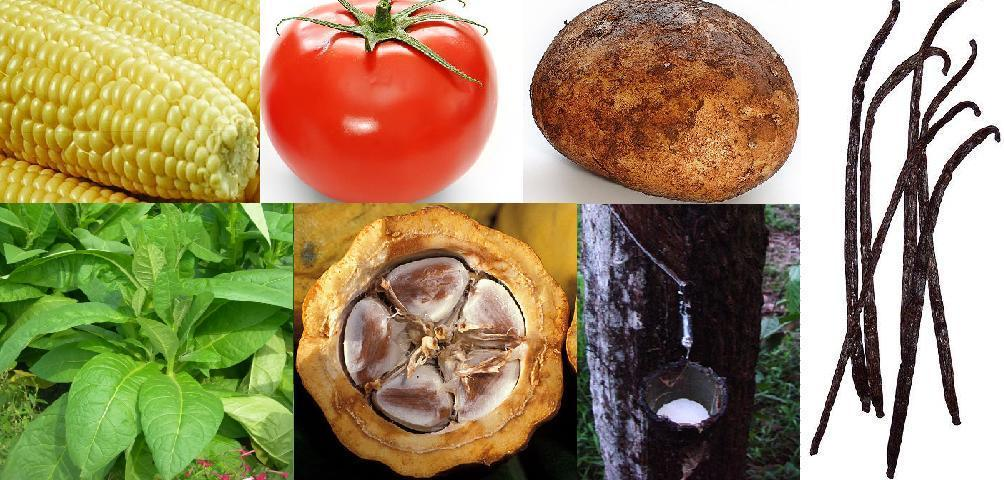
人工栽培植物，农作物

## 定義
「作物」本為日本名詞，20世纪初期在中国农业文献中开始引用，指耕作所得之物也。 故作物云者，即經人工管理栽培之植物是也。舉凡直接供給人類衣食住之農業植物，或供給家畜之飼料植物皆屬之。
目前估計全世界的野生植物約在30萬種以下，其中人類選擇有利用價值的植物給予保護、栽培、馴化和改良，使其成為具有經濟價值的植物，這種植物名之為作物。例如水稻，野生稻的原產地可能在東南亞，經數千年的栽培和馴化，才變成重要的農作物。
由農藝學之觀點，作物可分為食用作物與特用作物或工藝作物。
食用作物供應人類糧食或牲畜之食料為主，具有單位面積產量高與適應力強易於栽培二種特性。
特用作物為供應特殊用途而栽培的作物，其供應範圍不包括於食用方面。一般以工業原料為主，大多必須經加工後方能應用。特用作物經過加工後，價格提高，又耐儲藏，因此可以當作貿易品，故特用作物也可稱為貿易作物。
目前所稱作物其形態及性質由於栽培馴化的結果，與野生種類已大不想同，由於人類在其作物中尋找出變異，並選擇有利的表現型予以繁殖、改良。作物常是具高收穫量，但相對的對經常也失去一些野生品種所具的特性，如抗病性。這種現象在粟與狗尾草、稻與野生稻、燕麥與野生燕麥中，可見作物種類之穀粒較大，但比起野生種的耐旱力、抗病力則較弱。

## 範圍
廣義而言，作物之範圍，包含所有之栽培作物，如食用作物、特用作物、森林作物、及園藝作物均屬之。
狹義而言，僅限於食用作物及特用作物而已；或合併二類作物而名之曰普通作物。
普通作物似與森林作物及園藝作物略有區別。惟嚴格言之，則其界限尚難顯然劃分。例如某些国家多以馬鈴薯為日常食品，而廣為種植，是則馬鈴薯乃為普通作物之一。然在其他地区通常之情形下，多以之為副食品，故又可稱為園藝作物。

## 歷史

### 起源
人類開始栽培作物推測可能有一萬多年。據Helbaek在1959年發表，伊拉克北部Jarmo所發現的素燒陶罐等，所附著的穀類種子或小穗痕跡，經放射性碳同位素測定其年代在7000年以前已存在。
西歐地區藉由花粉分析的方法，推斷西歐大部份地區在冰期後期，即距今8000年前，才開始有人類遷入，由湖泊沉積物的花粉圖譜顯示，新石器時代，至晚在青銅器時代中期之前（西元前1600年）已有穀類栽培的證據。
現今世上所栽培的作物均由野生植物逐漸演進而來。據De Candolle《栽培植物的起源》（1882年），記錄了共247種作物的發祥地，其中舊大陸產作物199種，新大陸作物45種，及不明者3種。其後經尼古拉·伊万诺维奇·瓦维洛夫在1951年，以遺傳學及植物地理學的方法，發展出遺傳中心說（Gene center hypothesis）。提出八個原始中心，稍後不斷修正有十二個起源中心。

## 重要性
作物提供人類每日的衣食之原料、實業之原料、主糧，以及明顯反映了一個國家經濟水平的其中一個重要的標準。

## 分類
分類方式多種，常依其所欲利用的方式不同，而有不同的方式，顯得有些紛亂。例如，按總類可以分為糧食作物、綠肥作物、經濟作物等；根據其使用方向可以分為食用作物（禾穀作物、豆菽作物、根莖作物、油脂作物）、特用作物（纖維作物、糖料作物、澱粉作物、飲料作物、橡膠作物、染料作物、芳香油作物）、雜用作物（藥用作物、飼用作物、肥用作物）等；根據其成分可以分為穀麥類作物、豆類作物、薯類作物等；根據其生長條件可以分為旱地作物、水田作物、覆蓋作物等。

### 按植物學之分類法
作物依照植物學的科學分類法最主要的作物概屬於禾本科及豆科。其他如馬鈴薯、菸草等屬茄科；棉花屬錦葵科等。
- 參見《国际藻类、真菌、植物命名法规》

### 按普通用途之分類法
此種方法乃按照農學分類法。但不同學者仍常見差異，例如：盧英權將作物概分為食用作物、工藝作物及飼料作物（含綠肥作物），而未提及速成作物、保護作物等特殊作物。下列種類概屬於食用作物及工藝作物。
1. 禾穀類或穀實類作物：以種子為食用目的而栽培之禾本科作物，如稻、小麥、大麥、燕麥、玉米、高粱、黍、粟（含稷）、蜡燭稗、薏苡、蕎麥等。
2. 豆類作物或稱豆菽類作物：以種子為栽培目的之豆科作物，如菜豆、豌豆、蠶豆、大豆、落花生、綠豆、豇豆、扁豆等。
3. 飼料作物：供牲畜食用而栽培之作物，普通均指牧草而言，牧草可分為：1.禾草如狼尾草、梯牧草。2.豆草如三葉草、苜蓿、紫雲英等。3.其他如十字花科之蕪菁、及藜科之甜菜。
4. 根類作物：以其膨大的根為栽培目的之作物，例如甘藷、甜菜、胡蘿蔔、菊芋等。
5. 纖維作物：以採收纖維為目的之作物，採收纖維的部位各有不同：採自種子者如棉；採自莖上之韌皮部者如黃麻；採自葉部者如瓊麻；採自莖部全體者如藺草。依用途又可分為紡織類、編組類、與製紙類。[5]
6. 塊莖作物：採收膨大的地下莖（或作塊莖）為目的之作物，如馬鈴薯、芋、薯蕷。
7. 糖料作物：供作製糖的作物，以甘蔗和甜菜為主。
8. 嗜好類或刺激類作物：這類作物經食用後具有刺激和興奮神經的作用，長久食用即成為一種嗜好。如菸草、茶、咖啡、可可、罌粟等。
9. 油料作物：種子供榨油之作物，如大豆、花生、亞麻、油菜、棉籽等。
10. 染料作物：凡是作物的根、莖、葉、花等部份可調製染料供染色用者。如薑黃、山藍、薯榔。
11. 香料作物：如香水茅可製造香水；茉莉的花可以薰茶（香片），增加茶葉香味；製香的原料如檀香、沉香等。
12. 藥用作物：供藥用，大多數為野生的植物，僅少數人栽培，如除蟲菊、魚藤、薄荷、當歸等。

### 按作物特別用途之分類法
部份作物的用途特殊，但仍屬於作物的範圍： 
1. 覆土作物，或覆蓋作物：這類作物長成後，莖葉覆蓋地面，具有防止土壤沖刷的功用。覆土作物耕翻土中後，亦可增加土壤養分而為綠肥作物。常見的有蠶豆、野豌豆、紫苜蓿等。
2. 綠肥作物：栽培的目的在於利用它的莖葉翻埋土中，以改善土壤理化性質，增加土壤肥力的作物。如大豆、紫雲英、苜蓿等。
3. 速成或過渡作物：遇天時不利、水份不足，或主要作物播種期已過，或栽種失敗時可種植黑麥、粟、蕎麥等作物以資補救。例如華北地區高粱未能如期播種，多改種粟；倘若粟亦不能如期播下，則可改播綠豆。又，秋季播種黑麥，來春將其翻入土中另植他種作物，此種黑麥稱為過渡作物，能保護土壤，亦可作為綠肥，還可充放牧之用。
4. 鮮飼作物：此類作物刈割後未經貯藏而直接飼畜者。
5. 青藏作物：作物刈取後藏於不透氣的箱中或秣窖中經發酵再行飼畜者。玉蜀黍、蜀黍、向日葵等是美國主要的青藏作物。
6. 保護作物、共榮作物

### 按作物生長習性之分類法
按生長習性之不同，作物可分三大類：一年生作物、二年生作物、多年生作物。

### 引用
1. ↑  . Merriam-Webster Dictionary.   [2017-06-20].
2. 1 2 3  . 中国作物学会. 2006年11月20日  [2014年7月25日]. （原始内容存档于2015年6月4日）.
3. 1 2 3 4 5 6 7 8 9 10  ，翁德齊，1947《作物學概論》。
4. ↑  ，翁德齊，1947《作物學概論》，第1頁。編按：此說法可能需要確認，參見日文維基百科/農產物 （页面存档备份，存于）
5. 1 2 3 4 5 6 7  ，盧英權，1994《作物學》。
6. 1 2 3 4 5  高景輝，1984。作物分類。第1-8頁。In:國立台灣大學農藝學系（編），1984。作物學實習手冊。臺北市：國立編譯館。